# Magyarkeresztúr
Magyarkeresztúr é um município da Hungria, situado no condado de Győr-Moson-Sopron. Tem 16,74 km² de área e sua população em 2015 foi estimada em 431 habitantes.